# Margonahalli, Krishnarajpet
Margonahalli là một làng thuộc tehsil Krishnarajpet, huyện Mandya, bang Karnataka, Ấn Độ.